# 渡船路

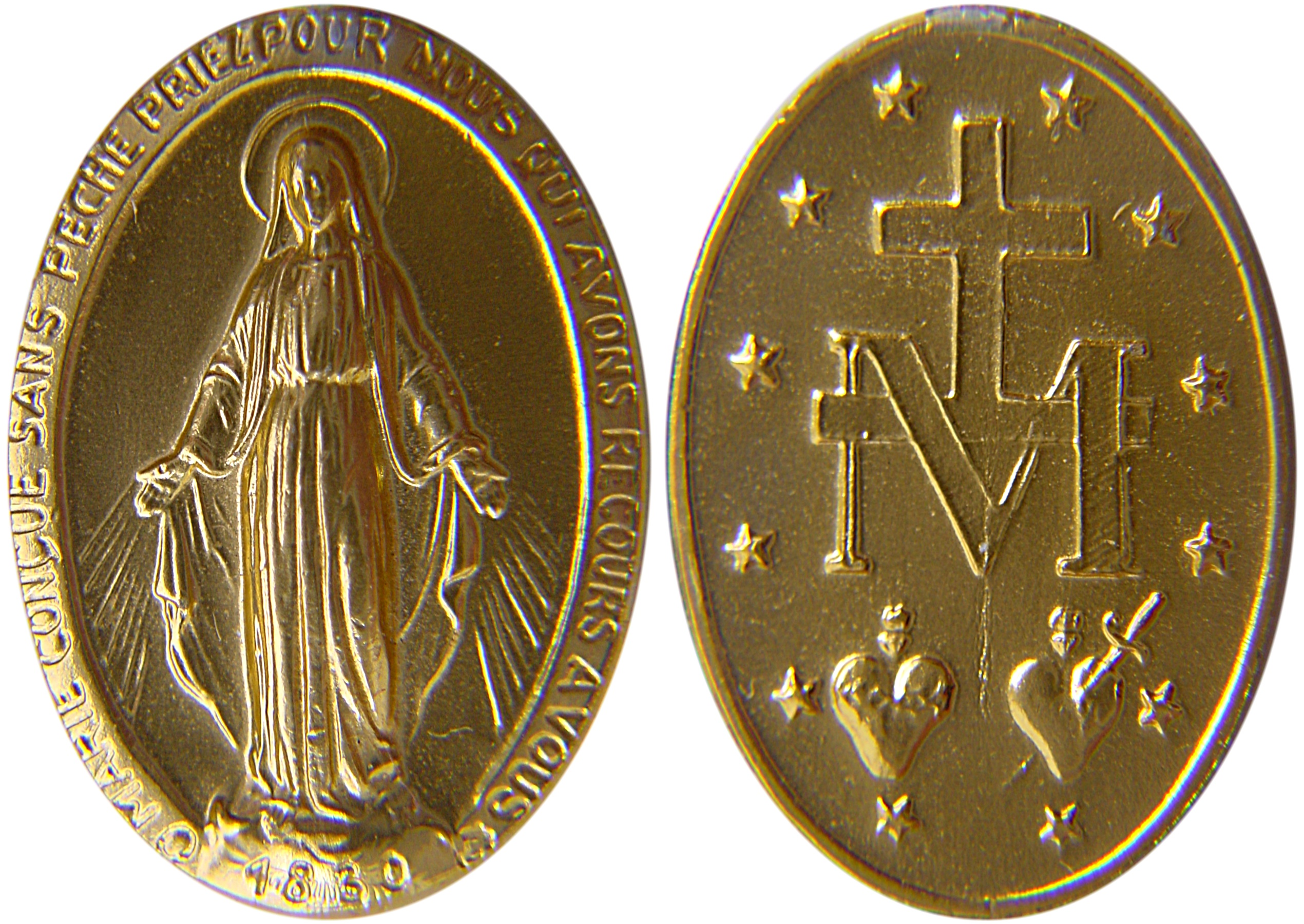
显灵圣牌

渡船路（Rue du Bac）是巴黎第七区的一条街道，长1150米，开始于伏尔泰堤岸（quai Voltaire）和阿纳托尔·法朗士堤岸（quai Anatole-France）的交界处，结束于塞夫尔路（rue de Sèvres）。 
渡船路站也是巴黎地铁12號線的一个车站名，入口位于渡船路与拉斯帕伊大道（boulevard Raspail）以及圣日耳曼大道的交汇处。

## 历史
渡船路得名于1550年修建的一艘渡船，位置在今伏尔泰堤岸，用来运输兴建杜伊勒里宫的石块。它跨越塞纳河的地点，在1632年由金融家巴比埃兴建红桥（pont rouge），在路易十四统治时期改建成今天的皇家桥（Pont Royal）。 

## 建筑

### 奇数
- 1号：由奥古斯特罗林和奥尔格建于1882-1883年。
- 83-85号 : 前圣母无原罪修道院，建于1637年。
- 97号：塞居尔府邸（Hôtel de Ségur）建于1722年，业主皮埃尔·亨利·勒梅特也是玛莱城堡的主人，一些室内装饰出自这一时期。
- 101号：Hôtel de La Feuillade。

### 双数
- 2-4号：Caisse des dépôts et consignations, 1816年创建的公众金融机构，控制公众利益的财政事务。（参见：阿纳托尔·法朗士滨河路）。
- 40号：巷内的Hôtel Cochin 这里住过查尔斯·德·蒙塔朗贝尔（政论家，历史学家，政治家）。
- 44号：在1932年，安德烈·马尔罗写作《人類境況》（La Condition humaine）。
- 46号：外门有代表谨慎和法律的雕塑。室内原来曾有18世纪的豪华木质镶板装饰着画家卡尔·范洛（Carle Van Loo）、Jean-Baptiste Oudry、Jean II Restout的作品，19世纪末失散。其中的一些内容已在雅克马尔-安德烈博物馆（musée Jacquemart-André）、庞塔尔巴府邸（圣奥诺雷郊区路）和沃乐-佩尼尔城堡（靠近塞纳-马恩省的默伦）重新展出。
- 70号：建于1830至1840年
- 102号：Hôtel de Sainte-Aldegonde，建于18世纪上半叶。
- 110号：建筑师Baltard父亲的房子，建于1812年
- 118-120号：两座旅馆，1713年至1715年之间由克劳德尼古拉勒帕-迪比森为巴黎外方传教会建造。120号被称为hôtel de Clermont-Tonnerre，是18世纪末业主的名字，弗朗索瓦-勒内·德·夏多布里昂在1838年住在这里，1848年去世。门代表世界的四角（巴黎外方传教会的传教目标）品质卓越，可能是Jean-Baptiste Tureau的作品。
- 128号：巴黎外方传教会，一个天主教传教组织：小教堂建于1683年1689年，由石匠勒帕-迪比森（118-120号建筑师的父亲）。
- 136-140号：仁爱会修女院，内有圣母显灵圣牌小堂，是显灵圣牌的制造者加大肋纳·拉布雷安葬之处，也是圣母玛利亚对她显现的地点之一48°51′04″N 2°19′26″E / 48.850974°N 2.323770°E。这是影片克莱因先生中克莱因先生的地址(http://www.imdb.com/title/tt0074916/ （页面存档备份，存于）) (1976)。

## 已毁建筑物
- 84号：曾是进入Hôtel de Galliffet花园的入口，主要入口在Grenelle路73号。
- 86号：前Hôtel Dillon旧址。